# SN 2012R
SN 2012R – supernowa typu II P, odkryta 5 stycznia 2012 roku w galaktyce E385-G12. W momencie odkrycia, miała maksymalną jasność 17,2m.